# Gagea bohemica
Gagea bohemica (зірочки Совича як Gagea szovitsii і зірочки Калльє як Gagea callieri) — вид рослин з родини лілійних (Liliaceae), поширений у Марокко, Алжирі, Європі, західній Азії.

## Опис
Дуже крихітна, 2–6(10) см заввишки цибулева трава, яка має 2 різної величини цибулини, які зберігаються в загальній сферичній оболонці. Стебла голі або рідко волохаті. Приземних листків 2, ниткоподібні, 3–7(10) см завдовжки, голі або менш волохаті. Стеблових листків як правило, 2–6, нижні — ланцетні, часто війчасті на краю, більш високі — вужчі. Часто квітка лише одна, рідше до 6; квіткові стебла волохаті. Пелюстків 6, від оберненояйцевидних до оберненоланцетних, (1)1.2–1.8 см завдовжки, зазвичай на кінчику округлі, жовті, зовні зеленуваті й часто червоно-коричневі, тичинок 6.

## Поширення
Поширений у Марокко, Алжирі, Європі, західній Азії.
В Україні вид зростає на кам'янистих схилах, гранітах, передгір'ях Криму і на яйлах — на півдні Лісостепу і в Степу і в Криму, зрідка.

## Галерея

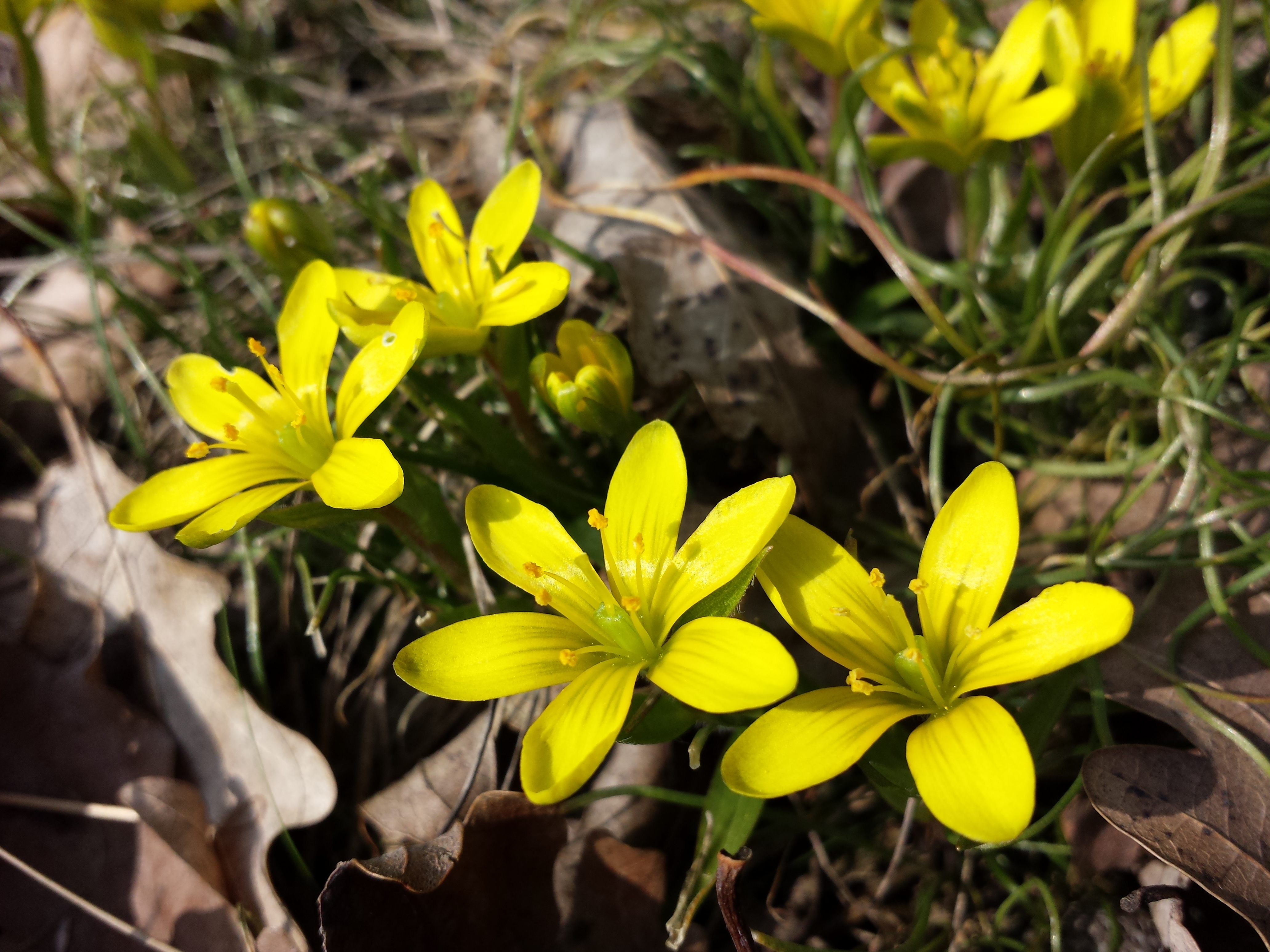
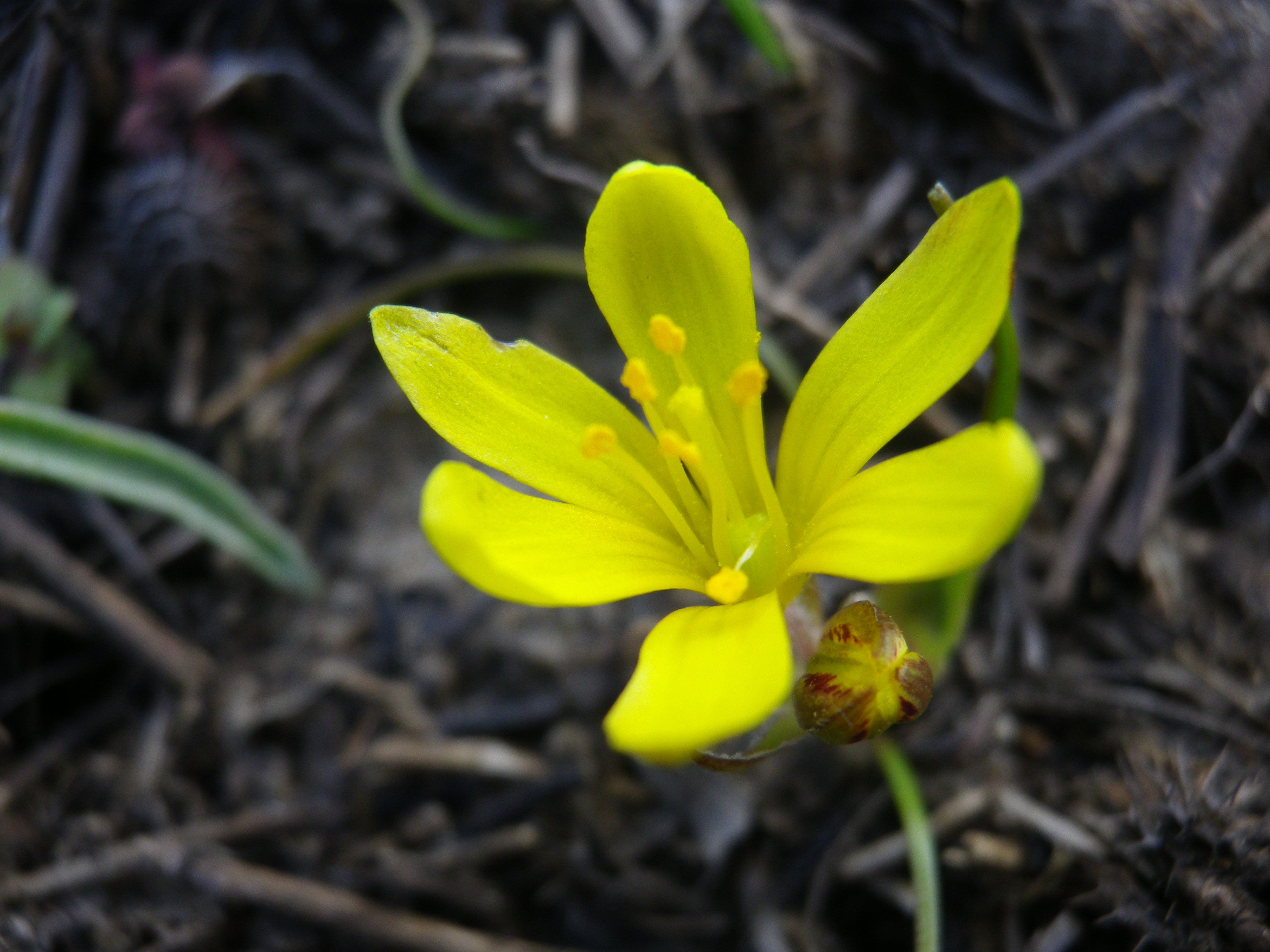
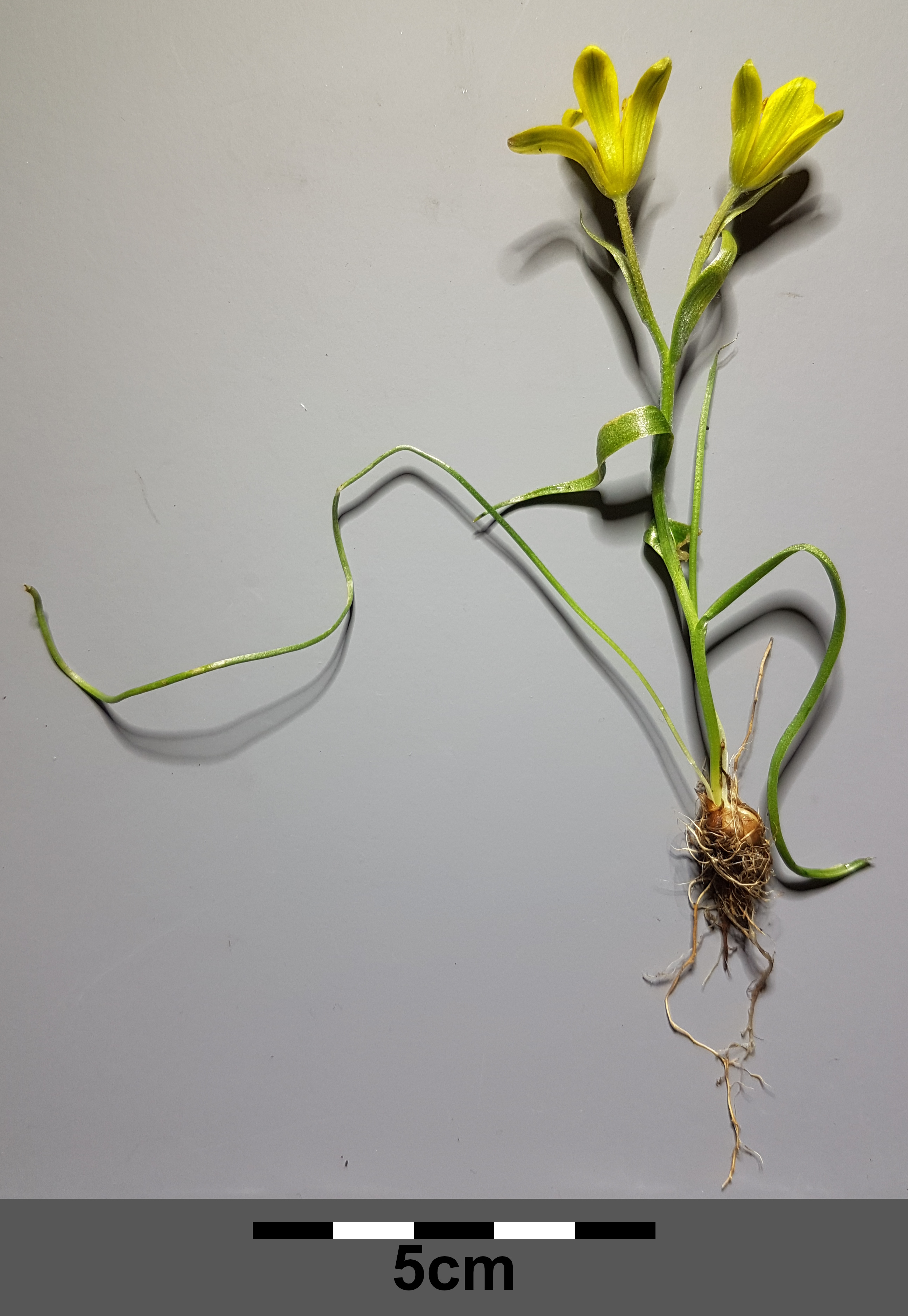